# Itoplectis himalayensis
Itoplectis himalayensis là một loài tò vò trong họ Ichneumonidae.